# Mia Brytting
Ingela Maria Mia Brytting, född Sjögren 30 april 1964 i Gävle församling,, död 15 januari 2022, var en svensk mikrobiolog, som var enhetschef för laborativ virus- och vaccinövervakning vid Folkhälsomyndigheten. I den egenskapen var hon ansvarig för att övervaka virus och vacciners spridning i det svenska samhället. I samband med Coronavirusutbrottet 2020–2021 i Sverige var hon ansvarig för att övervaka coronavirusutbrottets utveckling, och ta fram aktuella siffror för dess spridning. Den statistiken låg under utbrottet till grund för de rapporter som statsepidemiolog delgav via presskonferenser under pandemin. Hennes titel var tidigare chefsmikrobiolog.
Brytting arbetade med virusspridning på Folkhälsomyndigheten även under Sars, fågelinfluensan och H1N1-pandemin 2009. Hon var även sekreterare i referensgruppen för antiviral terapi (RAV) under Svenska Läkaresällskapet.
Brytting disputerade 3 juni 1994 med en avhandling som fokuserade på cytomegalovirus och som lades fram vid Karolinska Institutet. Hon föddes 1964, som dotter till Sune Sjögren och Sonja Carlsson.